# Старокайпаново
Старокайпа́ново (рос. Старокайпаново, башк. Иҫке Ҡайпан) — село у складі Татишлинського району Башкортостану, Росія. Входить до складу Буль-Кайпановської сільської ради.
Населення — 357 осіб (2010; 408 у 2002).
Національний склад:
- башкири — 95 %